# Луцька-Кольонія
Луцька-Кольонія (пол. Łucka-Kolonia) — село в Польщі, у гміні Любартів Любартівського повіту Люблінського воєводства.
Населення — 714 осіб (2011).

## Демографія
Демографічна структура станом на 31 березня 2011 року:
|          | Загалом | Допрацездатний вік | Працездатний вік | Постпрацездатний вік |
| -------- | ------- | ------------------ | ---------------- | -------------------- |
| Чоловіки | 357     | 93                 | 239              | 25                   |
| Жінки    | 357     | 74                 | 215              | 68                   |
| Разом    | 714     | 167                | 454              | 93                   |